# Kiefferulus interinctus
Kiefferulus interinctus är en tvåvingeart som först beskrevs av Frederick Askew Skuse 1889.  Kiefferulus interinctus ingår i släktet Kiefferulus och familjen fjädermyggor. Inga underarter finns listade i Catalogue of Life.